# Aegomorphus nigricans
Aegomorphus nigricans es una especie de escarabajo longicornio del género Aegomorphus, tribu Acanthoderini, subfamilia Lamiinae. Fue descrita científicamente por Lameere en 1884.

## Descripción
Mide 12,5-15 milímetros de longitud.

## Distribución
Se distribuye por Argentina, Bolivia, Brasil, Colombia, Guatemala, Guayana Francesa, Panamá, Paraguay, Perú, Uruguay y Venezuela.